# 운정해오름초등학교
운정해오름초등학교(雲井해오름初等學校)는 경기도 파주시에 있는 공립 초등학교이다.

## 학교 연혁
- 2024년 9월 1일 : 개교
- 2025년 1월 8일:졸업(남학생 12명,여학생 6명)